# Cornel Burtică
Cornel Burtică (n. 3 septembrie 1931, Zegujani, România – d. 11 iunie 2013) a fost un om politic comunist român, membru al Consiliului Politic Executiv al PCR, ambasador al Republicii Socialiste România în Italia, Maroc și Malta până în 1969, când a fost numit ministru al comerțului exterior. 
Prin decretul nr. 95 din 7 mai 1981 privind conferirea unor distincții ale Republicii Socialiste România, Cornel Burtică a fost decorat cu ordinul 23 August clasa I. 
Cornel Burtică a fost deputat în Marea Adunare Națională în sesiunile 1961 - 1965, 1975 - 1980 și 1980 - 1985. Cornel Burtică a fost membru de partid din 1956.

## Diplomat român
În calitate de ambasador al Republicii Socialiste România în Italia (1966-1969), Cornel Burtică s-a întâlnit de mai multe ori cu Agostino Casaroli, ministrul de externe al Sfântului Scaun, cu care România nu avea relații diplomatice. Ambasadorul Burtică s-a pronunțat pentru reglementarea situației Bisericii Române Unite (aflate pe atunci în ilegalitate), între avantajele acestui fapt fiind cel că aniversarea în 1968 a 50 de ani de la unirea Transilvaniei cu România, organizată de greco-catolicii din emigrație, să nu aibă un pronunțat caracter ostil regimului de la București. În urma intervenției sale, un emisar al Sfântului Scaun a primit permisiunea de la Departamentul Cultelor de a-l vizita la 31 octombrie 1968 pe cardinalul Iuliu Hossu, aflat în domiciliu forțat la Mănăstirea Căldărușani.
Cornel Burtică a decedat la 11 iunie 2013 și a fost incinerat la 14 iunie 2013.

## Distincții
- Ordinul Muncii clasa a II-a (30 aprilie 1962) „pentru merite în munca de educare și mobilizare a tineretului la construcția socialismului”[9]
- Ordinul „Steaua Republicii Socialiste România” clasa a II-a (4 mai 1971) „cu prilejul aniversării a 50 de ani de la constituirea Partidului Comunist Român, [...] pentru merite deosebite în opera de construire a socialismului”[10]
- Medalia „25 de ani de la proclamarea Republicii” (26 decembrie 1972) „pentru merite deosebite în opera de construire a socialismului, cu prilejul aniversării a 25 de ani de la proclamarea Republicii”[11]
- Ordinul „23 August” clasa I (7 mai 1981) „pentru rezultatele obținute în îndeplinirea cincinalului 1976–1980, pentru contribuția deosebită adusă la înfăptuirea politicii Partidului Comunist Român de făurire a societății socialiste multilateral dezvoltate în patria noastră, cu prilejul aniversării a 60 de ani de la făurirea Partidului Comunist Român”[12]